# Suctobelbella acutidens
Suctobelbella acutidens är en kvalsterart som först beskrevs av Forsslund 1941.  Suctobelbella acutidens ingår i släktet Suctobelbella och familjen Suctobelbidae.

## Underarter
Arten delas in i följande underarter:
- S. a. acutidens
- S. a. lobata